# Липпо (Венгрия)
Липпо (венг. Lippó) — посёлок(község) в медье Баранья в Венгрии.

## История
Впервые упоминается в 1274 году в связи с Яношем Липпо, продавшем здесь свою землю.
В XVIII веке сюда прибыли немецкие колонисты. К началу XIX века большинство местных жителей составляли сербы. В 1910 году в деревне проживало 1070 жителей, из которых 32 были венграми, 667 — немцами, 342 сербами, 10 хорватами и 23 — представителями других национальностей. Из жителей деревни 241 человек могли говорить по-венгерски.
Большинство представителей сербского населения после Первой мировой войны перебралось в Югославию, а большинство представителей немецкого населения после Второй мировой войны уехало в Германию.
На 1 января 2015 года в посёлке проживало 479 человека.

## Население
| Год  | Численность | Численность |
| ---- | ----------- | ----------- |
| 2013 | 486         | [ 4 ]       |
| 2014 | 483         | [ 5 ]       |
| 2015 | 479         | [ 6 ]       |
| 2019 | 464         | [ 7 ]       |
| 2021 | 443         | [ 8 ]       |
| 2022 | 465         | [ 9 ]       |
| 2023 | 464         | [ 10 ]      |
| 2024 | 454         | [ 2 ]       |